# Мертиняк, Михал
Михал Мертиняк (словац. Michal Mertiňák; родился 11 октября 1979 года в Поважска-Бистрица, Чехословакия) — словацкий профессиональный теннисист и теннисный тренер, победитель 13 турниров АТР в парном разряде.

## Спортивная карьера
Михал Мертиняк начал играть в теннис в семилетнем возрасте. В мае 1998 года в Кошице провёл свой первый матч в профессиональном турнире в парном разряде, а год спустя в Тельфсе в одиночном. За 2000 год поднялся в рейтинге на 700 мест в одиночном разряде и на 360 в парах, где выиграл два турнира класса ITF Futures в Каире и Чандигархе. К концу следующего сезона находился в рейтинге в обоих разрядах на границе четвёртой и пятой твёртой сотни. В 2003 году в Белгауме (Индия) выиграл свой первый турнир уровня ATP Challenger в парном разряде, а в одиночном дважды за год доходил до финала и в итоге закончил сезон во второй сотне в обоих разрядах.
В апреле 2004 года Мертиняк провёл свои первые матчи за сборную Словакии в Кубке Дэвиса против команды ЮАР, выиграв в парах и проиграв в одиночном разряде; в августе в Бухаре выиграл первый «челленджер» в одиночном разряде, а в парах выиграл за год два таких турнира.
Начав 2005 год с выступлений в «челленджерах», Мертиняк, находившийся в рейтинге игроков в парном разряде за пределами первой сотни, со своим соотечественником Домиником Грбатым неожиданно вышел в четвертьфинал Уимблдонского турнира, победив уже в первом круге одну из посеянных пар. Этот успех поднял его на 87 место в рейтинге, а вскоре он на Открытом чемпионате Хорватии, где его партнёром был Давид Шкох, впервые в карьере вышел в финал турнира АТР. Но главный успех в этом году был ещё впереди: выиграв за сезон пять матчей в одиночном и парном разряде, он со сборной дошёл до финала Кубка Дэвиса, где словаки уступили хорватам.
В январе 2006 года Мертиняк с партнёрами из Чехии выиграл два своих первых турнира АТР в Ченнае и Загребе и вошёл в число 50 лучших теннисистов мира в парном разряде. Место в Top-50 ему удалось сохранить до конца сезона. В одиночном разряде он всё ещё играл в «челленджерах» и то опускался в третью сотню рейтинга, то возвращался во вторую. 2007 год он начал с «челленджеров» и в парном разряде, но в июле дошёл до полуфинала в турнире АТР в Амерсфорте, потом победил в Умаге, а в сентябре в Бухаресте. В 2008 году он также выступал то в турнирах АТР, то в «челленджерах», выиграв по одному турниру ATP с Оливером Марахом и Петром Палой.
С начала 2009 года партнёром Мертиняка стал чех Франтишек Чермак. Этот союз оказался удачным: за год пара семь раз играла в финалах турниров АТР, пять из них выиграла и получила право на участие в финальном турнире АТР-тура, где, победив на групповом этапе первую пару мира — Ненада Зимонича и Даниэля Нестора, — дошла до полуфинала. В 2010 году сотрудничество с Чермаком было продолжено, но уже не столь успешно: только в октябре они сумели в первый раз за сезон выиграть турнир АТР, хотя до этого дважды выходили в финал; лучшим их результатом помимо этого стало попадание в полуфинал турнира АТР Мастерс в Торонто, где они в четвертьфинале снова обыграли Зимонича и Нестора, и турнира АТР Мастерс в Париже.
В первой половине сезона 2011 года партнёром расставшегося с Чермаком Мертиняка стал ветеран Марк Ноулз с Багам, бывшая первая ракетка мира. В феврале они дважды подряд дошли до полуфинала на турнирах АТР в США, но развития эта тенденция не получила, и после поражения в первом круге на Roland Garros пара распалась. С июля до конца года Мертиняк провёл всего 14 матчей, из них половину — в «челленджерах», где один раз сумел дойти до финала, но тем не менее закончил год в числе ста сильнейших теннисистов мира в парном разряде. В феврале и начале марта 2012 года он в паре с бразильцем Андре Са три раза подряд доходил до финала турниров АТР — в Сан-Паулу, Буэнос-Айресе и Делрей-Бич, а позже они добрались до финала и в Штутгарте. Ещё несколько удачных выступлений состоялись на уровне «челленджеров», где были добыты две победы в паре с Лукашем Длоуги. Однако единственный за сезон титул в турнирах АТР Мертиняк завоевал всё-таки с Чермаком — это произошло в Москве в октябре. Сезон Мертиняк закончил на 42-м месте в рейтинге.
Также с Чермаком Мертиняк вышел во второй подряд финал турнира в Сан-Паулу в начале 2013 года, но это оказалось единственным его успехом за весь новый сезон. Они вторично расстались с Чермаком после Уимблдона, на протяжении более чем четырёх месяцев не выигрывая больше одного матча подряд. Остаток года Мертиняк провёл с разными партнёрами, чаще всего с россиянином Михаилом Елгиным, но их лучшими результатами были полуфиналы «челленджеров» в Братиславе и Тюмени. В итоге Мертиняк с трудом сохранил за собой место в первой сотне парного рейтинга АТР. В 2014 году Мертиняк с двумя разными партнёрами побывал в двух финалах турниров АТР — в феврале в Загребе и в июле в Гштаде, а также выиграл с соотечественником Каролем Беком «челленджер» в Бергамо. Он также принял участие в победе сборной Словакии над командой Австрии в I Европейско-африканской группе Кубка Дэвиса, обыграв с Мартином Клижаном пару Александр Пейя-Доминик Тим (Пейя на этот момент был третьей ракеткой мира в парном разряде, но Тим находился в рейтинге лишь в шестой сотне). После середины августа, однако, Мертиняк не выступал, пропустив из-за травмы в том числе матч плей-офф Кубка Дэвиса против сборной США и закончив год за пределами первой сотни в парном рейтинге АТР.
Мертиняк полностью пропустил игровой сезон 2015 года, а в следующем году провёл только четыре матча в начале сезона. В конце 2016 года было сообщено, что он становится новым тренером словацкой теннисистки Анны Каролины Шмидловой.

## Рейтинг на конец года
| Год  | Одиночный рейтинг | Парный рейтинг |
| 2016 |                   | 1 215          |
| 2014 |                   | 110            |
| 2013 | 1 351             | 83             |
| 2012 | 854               | 42             |
| 2011 |                   | 62             |
| 2010 |                   | 25             |
| 2009 |                   | 14             |
| 2008 | 939               | 38             |
| 2007 | 295               | 54             |
| 2006 | 183               | 44             |
| 2005 | 162               | 64             |
| 2004 | 188               | 161            |
| 2003 | 178               | 177            |
| 2002 | 418               | 328            |
| 2001 | 334               | 323            |
| 2000 | 504               | 474            |
| 1999 | 1 190             | 890            |
| 1998 | 1 096             | 1 384          |

## Выступления на турнирах

### Финалы челленджеров и фьючерсов в одиночном разряде (16)

#### Победы (8)
| Условные обозначения |
| Челленджеры (2+12*)  |
| Фьючерсы (6+9)       |

| Титулы по покрытиям | Титулы по месту проведения матчей турнира |
| ------------------- | ----------------------------------------- |
| Хард (2+9*)         | Зал (1+7)                                 |
| Грунт (6+10)        | Зал (1+7)                                 |
| Трава (0)           | Открытый воздух (7+14)                    |
| Ковёр (0+2)         | Открытый воздух (7+14)                    |

* количество побед в одиночном разряде + количество побед в парном разряде.
| №  | Дата             | Турнир                   | Покрытие | Соперник в финале      | Счёт          |
| 1. | 17 сентября 2000 | Нитра, Словакия          | Грунт    | Милослав Гролмус       | 6-3 6-2       |
| 2. | 8 апреля 2001    | Каир, Египет             | Грунт    | Петр Дезорт            | 6-3 6-2       |
| 3. | 1 июля 2001      | Шопрон, Венгрия          | Грунт    | Андреас Фашинг         | 6-3 6-2       |
| 4. | 9 июня 2002      | Карловы Вары, Чехия      | Грунт    | Радим Житко            | Без игры      |
| 5. | 23 февраля 2003  | Эшпинью, Португалия      | Грунт    | Роберто Менендес-Ферре | 6-1 6-1       |
| 6. | 11 мая 2003      | Ходмезёвашархей, Венгрия | Грунт    | Леонардо Адзаро        | 7-6(6) 7-6(1) |
| 7. | 28 августа 2004  | Бухара, Узбекистан       | Хард     | Теймураз Габашвили     | 3-6 6-4 6-3   |
| 8. | 12 ноября 2006   | Братислава, Словакия     | Хард(i)  | Лукаш Длоуги           | 7-6(4) 6-4    |

#### Поражения (8)
| №  | Дата            | Турнир                        | Покрытие | Соперник в финале | Счёт            |
| 1. | 30 июля 2000    | Каир, Египет                  | Грунт    | Амр Гонейм        | 5-7 2-6         |
| 2. | 6 августа 2000  | Каир, Египет                  | Грунт    | Хишам Хемеда      | 6-7(4) 6-3 3-6  |
| 3. | 1 октября 2000  | Гулистан, Узбекистан          | Хард     | Виталий Чвец      | 7-6(10) 1-6 4-6 |
| 4. | 23 марта 2003   | Каркавелуш, Португалия        | Грунт    | Николас Альмагро  | 1-6 0-6         |
| 5. | 3 августа 2003  | Санкт-Петербург, Россия       | Грунт    | Флориан Майер     | 6-4 6-7(3) 1-6  |
| 6. | 10 августа 2003 | Саранск, Россия               | Грунт    | Мартин Штепанек   | 1-6 1-6         |
| 7. | 18 июля 2004    | Манчестер, Великобритания     | Трава    | Алекс Богданович  | 1-6 3-6         |
| 8. | 20 марта 2005   | Сараево, Босния и Герцеговина | Хард(i)  | Владимир Волчков  | 6-7(1) 3-6      |

### Финалы турнировATPв парном разряде (25)

#### Победы (13)
| Легенда                                |
| -------------------------------------- |
| Турниры Большого шлема (0*)            |
| Кубок Мастерс / Финал АТР-тура (0)     |
| ATP Мастерс 1000 (0)                   |
| ATP International Gold / АТР 500 (0+3) |
| ATP International / АТР 250 (0+10)     |

| Титулы по покрытиям | Титулы по месту проведения матчей турнира |
| ------------------- | ----------------------------------------- |
| Хард (0+4*)         | Зал (0+4)                                 |
| Грунт (0+8)         | Зал (0+4)                                 |
| Трава (0)           | Открытый воздух (0+9)                     |
| Ковёр (0+1)         | Открытый воздух (0+9)                     |

* количество побед в одиночном разряде + количество побед в парном разряде.
| №   | Дата             | Турнир                 | Покрытие | Партнёр           | Соперники в финале                   | Счёт              |
| 1.  | 8 января 2006    | Ченнаи, Индия          | Хард     | Петр Пала         | Пракаш Амритраж Рохан Бопанна        | 6-2 7-5           |
| 2.  | 5 февраля 2006   | Загреб, Хорватия       | Ковер(i) | Ярослав Левинский | Давиде Сангвинетти Андреас Сеппи     | 7-6(7) 6-1        |
| 3.  | 29 июля 2007     | Умаг, Хорватия         | Грунт    | Лукаш Длоуги      | Ярослав Левинский Давид Шкох         | 6-1 6-1           |
| 4.  | 16 сентября 2007 | Бухарест, Румыния      | Грунт    | Оливер Марах      | Мартин Гарсия Себастьян Прието       | 7-6(2) 7-6(8)     |
| 5.  | 1 марта 2008     | Акапулько, Мексика     | Грунт    | Оливер Марах      | Агустин Кальери Луис Орна            | 6-2 6-7(3) [10-7] |
| 6.  | 20 июля 2008     | Умаг, Хорватия (2)     | Грунт    | Петр Пала         | Карлос Берлок Фабио Фоньини          | 2-6 6-3 [10-5]    |
| 7.  | 28 февраля 2009  | Акапулько, Мексика (2) | Грунт    | Франтишек Чермак  | Лукаш Кубот Оливер Марах             | 4-6 6-4 [10-7]    |
| 8.  | 19 июля 2009     | Штутгарт, Германия     | Грунт    | Франтишек Чермак  | Виктор Хэнеску Хория Текэу           | 7-5 6-4           |
| 9.  | 2 августа 2009   | Умаг, Хорватия (3)     | Грунт    | Франтишек Чермак  | Юхан Брунстрём Жан-Жюльен Ройер      | 6-4 6-4           |
| 10. | 26 сентября 2009 | Бухарест, Румыния      | Грунт    | Франтишек Чермак  | Юхан Брунстрём Жан-Жюльен Ройер      | 6-2 6-4           |
| 11. | 8 ноября 2009    | Валенсия, Испания      | Хард(i)  | Франтишек Чермак  | Марсель Гранольерс Томми Робредо     | 6-4 6-3           |
| 12. | 3 октября 2010   | Куала-Лумпур, Малайзия | Хард(i)  | Франтишек Чермак  | Марцин Матковский Мариуш Фирстенберг | 7-6(3) 7-6(5)     |
| 13. | 20 октября 2012  | Москва, Россия         | Хард(i)  | Франтишек Чермак  | Симоне Болелли Даниэле Браччали      | 7-5 6-3           |

#### Поражения (12)
| №   | Дата            | Турнир                  | Покрытие | Партнёр          | Соперники в финале                      | Счёт               |
| 1.  | 31 июля 2005    | Умаг, Хорватия          | Грунт    | Давид Шкох       | Иржи Новак Петр Пала                    | 3-6 3-6            |
| 2.  | 8 февраля 2009  | Винья-дель-Мар, Чили    | Грунт    | Франтишек Чермак | Бриан Дабул Пабло Куэвас                | 3-6 3-6            |
| 3.  | 22 октября 2009 | Москва, Россия          | Хард(i)  | Франтишек Чермак | Пабло Куэвас Марсель Гранольерс         | 6-4 5-7 [8-10]     |
| 4.  | 8 января 2010   | Доха, Катар             | Хард     | Франтишек Чермак | Альберт Монтаньес Гильермо Гарсия-Лопес | 4-6 5-7            |
| 5.  | 1 августа 2010  | Умаг, Хорватия (2)      | Грунт    | Франтишек Чермак | Леош Фридл Филип Полашек                | 3-6 6-7(7)         |
| 6.  | 19 февраля 2012 | Сан-Паулу, Бразилия     | Грунт(i) | Андре Са         | Эрик Буторак Бруно Соарес               | 6-3 4-6 [8-10]     |
| 7.  | 25 февраля 2012 | Буэнос-Айрес, Аргентина | Грунт    | Андре Са         | Давид Марреро Фернандо Вердаско         | 4-6 4-6            |
| 8.  | 4 марта 2012    | Делрей-Бич, США         | Хард     | Андре Са         | Колин Флеминг Росс Хатчинс              | 6-2 6-7(5) [13-15] |
| 9.  | 15 июля 2012    | Штутгарт, Германия      | Грунт    | Андре Са         | Жереми Шарди Лукаш Кубот                | 1-6 3-6            |
| 10. | 17 февраля 2013 | Сан-Паулу, Германия (2) | Грунт(i) | Франтишек Чермак | Александр Пейя Бруно Соарес             | 7-6(5) 2-6 [7-10]  |
| 11. | 9 февраля 2014  | Загреб, Хорватия        | Хард(i)  | Филипп Маркс     | Жан-Жюльен Ройер Хория Текэу            | 6-3 4-6 [2-10]     |
| 12. | 27 июля 2014    | Гштад, Швейцария        | Грунт    | Рамиз Джунейд    | Андре Бегеман Робин Хасе                | 3-6 4-6            |

### Финалы челленджеров и фьючерсов в парном разряде (48)

#### Победы (21)
| №   | Дата            | Турнир                        | Покрытие | Партнёр             | Соперники в финале                     | Счёт               |
| 1.  | 30 июля 2000    | Каир, Египет                  | Грунт    | Томаш Янчи          | Амр Гонейм Карим Мамун                 | 6-3 7-5            |
| 2.  | 3 сентября 2000 | Нитра, Словакия               | Грунт    | Томаш Янчи          | Михал Варсаньи Милослав Гролмус        | 4-6 6-3 6-2        |
| 3.  | 19 ноября 2000  | Чандигарх, Индия              | Хард     | Томаш Янчи          | Виктор Брутханс Бранислав Секач        | 6-4 6-1            |
| 4.  | 8 апреля 2001   | Каир, Египет                  | Грунт    | Томаш Янчи          | Борис Боргула Кирилл Иванов-Смоленский | 1-6 6-3 6-4        |
| 5.  | 21 апреля 2002  | Каламата, Греция              | Хард     | Кароль Бек          | Тапио Нурминен Марко Ткалец            | 6-1 6-2            |
| 6.  | 11 августа 2002 | Зефельд-ин-Тироль, Австрия    | Грунт    | Давид Себок         | Давид Микета Иржи Фолбер               | 6-4 6-3            |
| 7.  | 26 января 2003  | Мюнхен, Германия              | Ковёр(i) | Игорь Зеленай       | Филипп Пецшнер Даниэль Элснер          | 4-6 7-6(18) 7-6(5) |
| 8.  | 16 февраля 2003 | Эшпинью, Португалия           | Грунт    | Марко Мирнегг       | Корнель Бардоцки Гергей Кишдьордь      | 7-5 4-6 6-3        |
| 9.  | 23 февраля 2003 | Эшпинью, Португалия           | Грунт    | Марко Мирнегг       | Корнель Бардоцки Гергей Кишдьордь      | 6-4 6-4            |
| 10. | 19 октября 2003 | Белгаум, Индия                | Хард     | Бранислав Секач     | Мустафа Гхус Вишал Уппал               | 7-6(3) 7-6(2)      |
| 11. | 15 февраля 2004 | Шербур-Октевиль, Франция      | Хард(i)  | Александр Васке     | Эмилио Бенфеле-Альварес Дзюн Като      | 6-4 7-6(1)         |
| 12. | 28 августа 2004 | Бухара, Узбекистан            | Хард     | Павел Шнобель       | Мелле ван Гемерден Паул Логтенс        | 6-4 6-2            |
| 13. | 30 января 2005  | Хайльбронн, Германия          | Ковёр(i) | Себастьен де Шоньяк | Жиль Мюллер Жиль Эльсенер              | 6-2 3-6 6-3        |
| 14. | 20 марта 2005   | Сараево, Босния и Герцеговина | Хард(i)  | Сергей Стаховский   | Лукаш Длоуги Ян Вацек                  | 6-7(8) 6-2 6-2     |
| 15. | 14 мая 2006     | Дрезден, Германия             | Грунт    | Ив Аллегро          | Кристофер Кас Филипп Пецшнер           | 6-3 6-0            |
| 16. | 21 мая 2006     | Загреб, Хорватия              | Грунт    | Ив Аллегро          | Жюльен Жанпьер Николя Ренаван          | 6-1 6-2            |
| 17. | 4 марта 2007    | Шербур-Октевиль, Франция      | Хард(i)  | Робин Вик           | Лукаш Кубот Дик Норман                 | 6-2 6-4            |
| 18. | 5 октября 2008  | Монс, Бельгия                 | Хард(i)  | Ловро Зовко         | Ив Аллегро Хория Текэу                 | 7-5 6-3            |
| 19. | 12 августа 2012 | Сан-Марино                    | Грунт    | Лукаш Длоуги        | Маттео Виола Стефано Янни              | 2-6 7-6(3) [11-9]  |
| 20. | 19 августа 2012 | Корденонс, Италия             | Грунт    | Лукаш Длоуги        | Филипп Маркс Флорин Мерджа             | 5-7 7-5 [10-7]     |
| 21. | 15 февраля 2014 | Бергамо, Италия               | Хард(i)  | Кароль Бек          | Константин Кравчук Денис Молчанов      | 4-6 7-5 [10-6]     |

#### Поражения (27)
| №   | Дата             | Турнир                        | Покрытие | Партнёр           | Соперники в финале                      | Счёт              |
| 1.  | 26 сентября 1999 | Пьештяни, Словакия            | Грунт    | Франтишек Бабей   | Золтан Надь Мартон Отт                  | 5-7 2-6           |
| 2.  | 3 октября 1999   | Пьештяни, Словакия            | Грунт    | Франтишек Бабей   | Иржи Гоблер Франтишек Чермак            | 3-6 3-6           |
| 3.  | 6 августа 2000   | Каир, Египет                  | Грунт    | Томаш Янчи        | Амр Гонейм Карим Мамун                  | 6-3 2-6 3-6       |
| 4.  | 17 сентября 2000 | Нитра, Словакия               | Грунт    | Томаш Янчи        | Бранислав Секач Мартин Штепанек         | 4-6 4-6           |
| 5.  | 18 февраля 2001  | Загреб, Хорватия              | Хард(i)  | Томаш Янчи        | Андрей Крачман Борут Урх                | 6-4 4-6 2-6       |
| 6.  | 1 апреля 2001    | Каир, Египет                  | Грунт    | Томаш Янчи        | Ярослав Левинский Михал Навратил        | 3-6 6-4 6-7(6)    |
| 7.  | 15 апреля 2001   | Каир, Египет                  | Грунт    | Томаш Янчи        | Ярослав Левинский Михал Навратил        | 4-6 4-6           |
| 8.  | 6 мая 2001       | Левице, Словакия              | Грунт    | Томаш Янчи        | Петр Дезорт Радомир Васек               | Без игры          |
| 9.  | 20 мая 2001      | Трнава, Словакия              | Грунт    | Томаш Янчи        | Бартломей Дабровский Мариуш Фирстенберг | 4-6 4-6           |
| 10. | 1 июля 2001      | Шопрон, Венгрия               | Грунт    | Бранислав Секач   | Корнель Бардоцки Золтан Надь            | 6-7(3) 3-6        |
| 11. | 14 апреля 2002   | Сирос, Греция                 | Хард     | Кароль Бек        | Тьерри Асьон Флоран Серра               | 6-3 4-6 2-6       |
| 12. | 19 мая 2002      | Вроцлав, Польша               | Грунт    | Томаш Янчи        | Теро Велен Лаури Киски                  | 0-6 3-6           |
| 13. | 30 июня 2002     | Кошице, Словакия              | Грунт    | Франтишек Бабей   | Игорь Зеленай Юрай Хашко                | 6-3 4-6 3-6       |
| 14. | 27 октября 2002  | Негрил, Ямайка                | Хард     | Дарко Мадьяровски | Седрик Кауфман Майлз Маклаган           | 3-6 7-6(4) 6-7(2) |
| 15. | 9 февраля 2003   | Эшпинью, Португалия           | Грунт    | Марко Мирнегг     | Кристофер Кас Майк Шайдвайлер           | 3-6 2-6           |
| 16. | 5 октября 2003   | Тумкур, Индия                 | Хард     | Бранислав Секач   | Пракаш Амритрадж Рик де Вуст            | 4-6 3-6           |
| 17. | 20 февраля 2005  | Безансон, Франция             | Хард(i)  | Жан-Клод Шеррер   | Джейсон Маршалл Хантли Монтгомери       | 7-6(7) 2-6 3-6    |
| 18. | 27 марта 2005    | Сен-Бриё, Франция             | Грунт(i) | Ян Вацек          | Виктор Йоницэ Габриэль Морару           | 1-6 4-6           |
| 19. | 13 ноября 2005   | Братислава, Словакия          | Хард(i)  | Доминик Хрбаты    | Крис Хаггард Жан-Клод Шеррер            | 3-6 6-2 6-7(4)    |
| 20. | 11 февраля 2007  | Вроцлав, Польша               | Хард(i)  | Жан-Клод Шеррер   | Ян Вацек Лукаш Росол                    | 5-7 6-7(4)        |
| 21. | 14 апреля 2007   | Касабланка, Марокко           | Грунт    | Робин Вик         | Лукаш Кубот Оливер Марах                | 3-6 3-6           |
| 22. | 21 апреля 2007   | Марракеш, Марокко             | Грунт    | Леош Фридль       | Джордан Керр Томаш Цибулец              | 2-6 4-6           |
| 23. | 30 марта 2008    | Барлетта, Италия              | Грунт    | Оливер Марах      | Марсель Гранольерс Флавио Чиполла       | 3-6 6-2 [9-11]    |
| 24. | 28 сентября 2008 | Трнава, Словакия              | Грунт    | Даниэль Кёллерер  | Игорь Зеленай Давид Шкох                | 3-6 1-6           |
| 25. | 27 ноября 2011   | Хельсинки, Финляндия          | Хард(i)  | Джеймс Серретани  | Андреас Сильестрём Мартин Эммрих        | 4-6 4-6           |
| 26. | 18 марта 2012    | Сараево, Босния и Герцеговина | Хард(i)  | Игорь Зеленай     | Дастин Браун Джонатан Маррей            | 6-7(2) 6-2 [9-11] |
| 27. | 5 июля 2014      | Брауншвейг, Германия          | Грунт    | Рамиз Джунейд     | Игорь Зеленай Андреас Сильестрём        | 5-7 4-6           |

### Финалы командных турниров (1)

#### Поражения (1)
| №  | Год  | Турнир       | Команда                                    | Соперник в финале             | Счёт в финале |
| -- | ---- | ------------ | ------------------------------------------ | ----------------------------- | ------------- |
| 1. | 2005 | Кубок Дэвиса | Словакия К. Кучера, М. Мертиняк, Д. Хрбаты | Хорватия М. Анчич, И. Любичич | 2-3           |